# Іна Рудольф
Іна Рудольф (нім. Ina Rudolph), (22 квітня 1969, Бранденбург-на-Гафелі, НДР) — німецька акторка.

## Телебачення
- Комісар Рекс (2001)
- Кобра 11 (2005)